# Шкала силы ужалений Старра

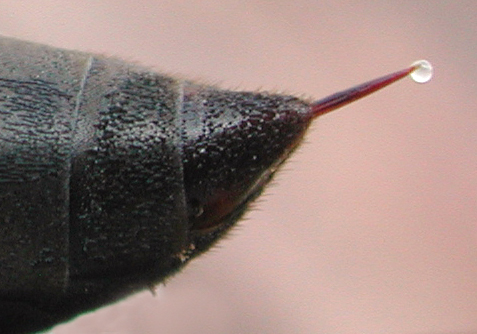
Жало осы с капелькой яда на кончике

Жалящий индекс Старра (англ. Starr sting pain scale) — это шкала силы ужалений жалящих перепончатокрылых (отряд Hymenoptera), в зависимости от силы действия их на человека и испытываемых болевых ощущений. Назван по имени энтомолога Christopher Starr (Starr, 1985).

## Шкала ужалений
1-й уровень низшая степень болевых ощущений, 4-й — высшая.
| Рейтинг | Насекомые |
| ------- | --- |
| 1.0     | Южный огненный муравей (англ. Southern fire ant, Solenopsis xyloni, род Solenopsis)                                                            |
| 2.0     | Медоносная пчела (англ. Honey bee), Африканская пчела (убийца) (англ. Africanized bee), Шмели (англ. Bumble bee), Веспины (англ. Yellowjacket) |
| 3.0     | Осы-немки (англ. Velvet ant), Polistinae (англ. Paper wasp)                                                                                    |
| 4.0     | Pepsis (англ. Pepsis wasp, семейство Дорожные осы (Pompilidae), Paraponera clavata (англ. Bullet ant)                                          |